# Liste de ponts de Corée du Sud
Cette liste de ponts de la Corée du Sud a pour vocation de présenter une liste de ponts remarquables de la Corée du Sud, tant par leurs caractéristiques dimensionnelles, que par leur intérêt architectural ou historique.

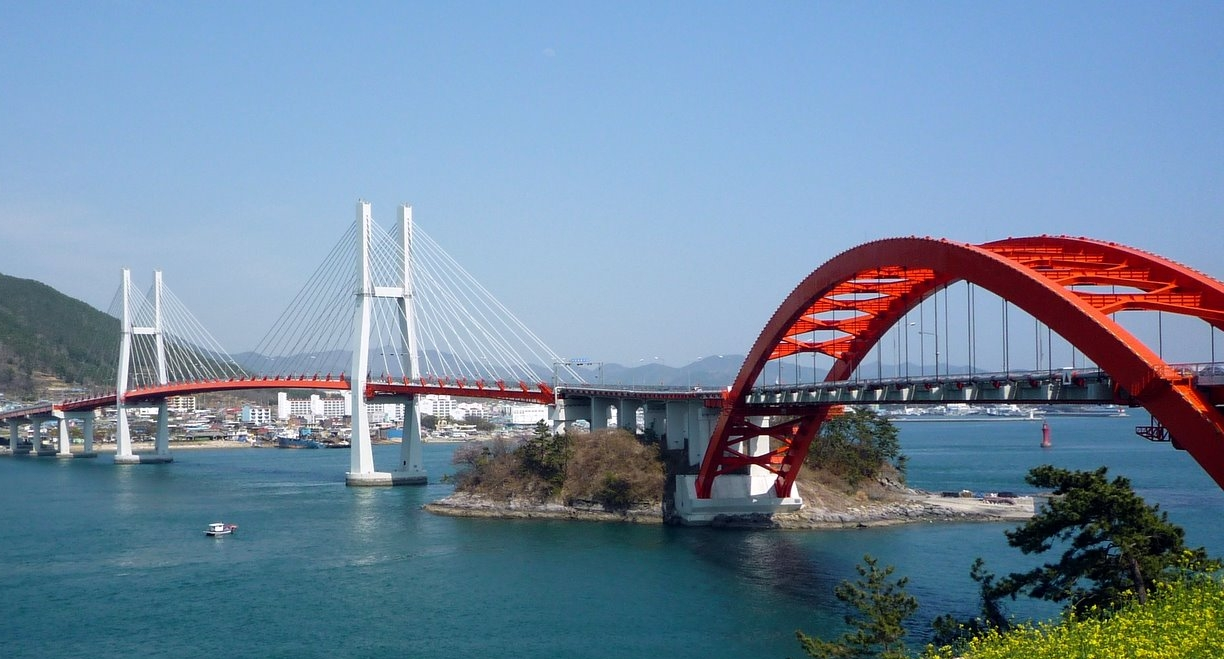
Le pont Changseon-Samcheonpo

La catégorie lien donne la classification de l'ouvrage parmi ceux présentés et propose un lien vers la fiche technique du pont sur le site Structurae, base de données et galerie internationale d'ouvrages d'art. La liste peut être triée selon les différentes entrées du tableau pour voir ainsi les ponts en arc ou les ouvrages les plus récents par exemple.
Les colonnes portée et longueur, exprimées en mètres indiquent respectivement la distance entre les pylônes de la travée principale et la longueur totale de l'ouvrage, viaducs d'accès compris.

## Ponts présentant un intérêt historique ou architectural
|  |    | Nom                                  | Coréen              | Distinction | Long. | Type                             | Voie portée Voie franchie               | Date | Localisation                                          | Province                       | Ref.             |
|  | -- | ------------------------------------ | ------------------- | --- | ----- | -------------------------------- | --------------------------------------- | ---- | ----------------------------------------------------- | ------------------------------ | ---------------- |
|  | 1  | Pont de Geumcheon                    | 금천교              | Plus vieux pont de Séoul Trésor national no 1762 Palais de Changdeokgung Patrimoine mondial (1997)                   | 12,9  | Maçonnerie 2 arches plein cintre | Pont piétonnier                         | 1411 | Séoul 37° 34′ 42,4″ N, 126° 59′ 24,2″ E               | Séoul (Jongno-gu)              | ,                |
|  | 2  | Pont de Supyo                        | 수표교              | | 27,5  | Dalles de pierre 10 travées      | Pont piétonnier                         | 1420 | Séoul 37° 33′ 29,1″ N, 127° 00′ 18,2″ E               | Séoul (Jung-gu)                | [ 2 ]            |
|  | 3  | Pont de Beolgyo                      | 보성 벌교 홍교      | Trésor national no 304                                                                                               | 27,6  | Maçonnerie 3 arches plein cintre | Pont piétonnier Beolgyo                 | 1729 | Beolgyo 34° 50′ 59,1″ N, 127° 20′ 17,9″ E             | Jeolla du Sud                  | [ C 2 ]          |
|  | 4  | Pont de Mannyeon                     | 영산 만년교만년교   | Trésor national no 564                                                                                               | 11    | Maçonnerie 1 arche plein cintre  | Pont piétonnier                         | 1780 | Yeongsan-myeon 35° 27′ 13″ N, 128° 31′ 47,3″ E        | Gyeongsang du Sud              | [ C 3 ]          |
|  | 5  | Pont de Non-retour                   | 돌아올 수 없는 다리 | Frontière Corée du Nord-Corée du Sud                                                                                 |       | Poutres Béton                    | Sachon                                  |      | Paju 37° 57′ 21,9″ N, 126° 40′ 13,2″ E                | Gyeonggi Corée du Nord         |                  |
|  | 6  | Pont de la Liberté (Paju)            | 자유의 다리         | Frontière Corée du Nord-Corée du Sud                                                                                 |       | Treillis Acier                   | Gyeongui Line Imjin                     | 1953 | Paju - Kaesong 37° 53′ 27″ N, 126° 43′ 58,8″ E        | Gyeonggi Corée du Nord         | [ Note 1 ] [ 3 ] |
|  | 7  | Pont de Banpo                        | 반포대교            | Plus long pont-fontaine du monde Pont à deux niveaux                                                                 | 1490  | Poutre-caisson Acier             | Banpo-daero Han                         | 1982 | Séoul 37° 30′ 55,9″ N, 126° 59′ 46,2″ E               | Séoul (Seocho-gu - Yongsan-gu) | [ Note 2 ]       |
|  | 8  | Pont de Seonim Pont des sept nymphes | 선임교              | Île volcanique de Jeju Patrimoine mondial (2007)                                                                     | 128   | Arc Acier, tablier porté         | Pont piétonnier Cascasde de Cheonjeyeon | 1984 | Seogwipo 33° 15′ 05,7″ N, 126° 25′ 00,4″ E            | Jeju-do                        | ,                |
|  | 9  | Seonyugyo Passerelle de la Paix      | 선유교              | Conçu par Rudy Ricciotti L'arc est composé de ductal, un béton fibré à ultra-hautes performances Portée : 120 mètres | 469   | Arc Béton, tablier porté         | Pont piétonnier Han                     | 2002 | Séoul 37° 32′ 36,8″ N, 126° 53′ 49,2″ E               | Séoul (Yeongdeungpo-gu)        | [ 8 ]            |
|  | 10 | Pont des Nuages                      | 구름다리            | Parc national de Wolchulsan Portée : 50 mètres Hauteur libre : 70 mètres                                             | 50    | Suspendu Acier                   | Passerelle                              | 2005 | District de Yeongam 34° 46′ 08,2″ N, 126° 42′ 43,5″ E | Jeolla du Sud                  | [ 9 ]            |

## Grands ponts
Ce tableau présente les ouvrages ayant des portées supérieures à 100 m (liste non exhaustive).
|  |     | Nom                                                  | Coréen               | Portée    | Long. | Type | Voie portée Voie franchie                    | Date                | Localisation                                                              | Province                               | Ref.              |
|  | --- | ---------------------------------------------------- | -------------------- | --------- | ----- | --- | -------------------------------------------- | ------------------- | ------------------------------------------------------------------------- | -------------------------------------- | ----------------- |
|  | 1   | Pont Yi Sun-sin                                      | 이순신대교           | 1545      | 2260  | Suspendu Tablier bi-caisson acier, pylônes béton 357+1545+357                                           | Isunsin-daero Mer du Japon                   | 2012                | Gwangyang - Île Myo 34° 54′ 22,4″ N, 127° 42′ 18,1″ E                     | Jeolla du Sud                          | [ Note 3 ] [ 10 ] |
|  | 2   | Pont d'Ulsan                                         | 울산 대교            | 1150      | 2970  | Suspendu Tablier caisson acier, pylônes béton Travée unique                                             | Taehwa                                       | 2015                | Ulsan 35° 30′ 41,2″ N, 129° 23′ 28″ E                                     | Ulsan                                  | ,                 |
|  | 3   | Second pont de Namhae en construction                | 제2남해대교          | 890       | 990   | Suspendu Tablier caisson acier, pylônes inclinés béton 50+890+50                                        | Mer du Japon                                 | 2016                | Noryang 34° 56′ 35,5″ N, 127° 52′ 01,9″ E                                 | Gyeongsang du Sud                      | [ 13 ]            |
|  | 4   | Pont de Jeokgeum en construction                     | 적금대교             | 850       | 1340  | Suspendu Tablier caisson acier, pylônes béton Travée unique                                             | National Route Mer du Japon                  | 2015                | Ucheon - Île Jeokgeum 34° 37′ 53,5″ N, 127° 30′ 09,7″ E                   | Jeolla du Sud                          | ,                 |
|  | 5   | Pont d'Incheon                                       | 인천대교             | 800       | 12300 | Haubané Tablier caisson acier, pylônes béton 80+260+800+260+80                                          | Incheondaegyo Expy Mer Jaune                 | 2009                | Incheon - Île Yeongjong 37° 24′ 50,2″ N, 126° 34′ 01,1″ E                 | Incheon                                |                   |
|  | 6   | Deuxième pont de Saecheonnyeon en construction       | 새천년대교           | 650 (x2)  | 7224  | Suspendu 3 pylônes béton, tablier caisson acier 225+650+650+225                                         | Mer Jaune                                    | 2018                | Île Amtae - Île Aphae 34° 51′ 37,3″ N, 126° 12′ 19,8″ E                   | Jeolla du Sud                          | [ 16 ]            |
|  | 7   | Pont Bukhang                                         | 북항대교             | 540       | 3100  | Haubané Tablier mixte acier/béton, pylônes béton 60+227+540+227+60                                      | Mer du Japon                                 | 2014                | Busan - Île Yeong 35° 06′ 21,1″ N, 129° 03′ 54,5″ E                       | Busan                                  | [ 17 ]            |
|  | 8   | Premier pont de Saecheonnyeon en construction        | 새천년대교           | 510       | 7224  | Haubané Tablier caisson acier,pylônes béton 120+120+510+120                                             | Mer Jaune                                    | 2018                | Île Amtae - Île Aphae 34° 51′ 38″ N, 126° 10′ 17″ E                       | Jeolla du Sud                          |                   |
|  | 9   | Pont Gwangan                                         | 광안대교             | 500       | 7420  | Suspendu Tablier treillis acier à 2 niveaux, pylônes acier 200+500+200                                  | 66 Mer du Japon                              | 2002                | Busan 35° 08′ 44,5″ N, 129° 07′ 41,6″ E                                   | Busan                                  | [ 18 ]            |
|  | 10  | Pont de Mokpo                                        | 목포대교             | 500       | 3060  | Haubané Tablier caisson acier, pylônes béton 200+500+200                                                | Goha-daero Yeongsan - Mer Jaune              | 2012                | Mokpo 34° 47′ 20,7″ N, 126° 21′ 20,7″ E                                   | Jeolla du Sud                          | [ 19 ]            |
|  | 11  | Pont de l'île de Hwatae en construction              | 화태대교             | 500       | 1345  | Haubané Tablier caisson acier, pylônes acier, piles béton 71+189+500+189+71                             | Mer du Japon                                 | 2015                | Yeosu - Île de Hwatae 34° 35′ 54″ N, 127° 44′ 07,1″ E                     | Jeolla du Sud                          | [ 20 ]            |
|  | 12  | Pont de Hwayang en construction                      | 화양대교             | 500       | 854   | Haubané Tablier caisson béton, pylônes béton 177+500+177                                                | National Route Mer du Japon                  | 2017                | Île Jobaldo - Jangsu-ri 34° 38′ 03,8″ N, 127° 34′ 19,2″ E                 | Jeolla du Sud                          |                   |
|  | 13  | Pont de Geogum                                       | 거금대교             | 480       | 1116  | Haubané Tablier treillis acier, pylônes béton 120+198+480+198+120                                       | National Route Mer de Chine orientale        | 2011                | District de Goheung 34° 30′ 07,8″ N, 127° 07′ 44,2″ E                     | Jeolla du Sud                          |                   |
|  | 14  | Pont de Busan-Geoje                                  | I거가 대교           | 475       | 1870  | Haubané Tablier mixte acier/béton, pylônes béton 222+475+222                                            | National Route Mer du Japon                  | 2010                | Busan - Île Geoje 35° 00′ 54,5″ N, 128° 45′ 15,6″ E                       | Busan Gyeongsang du Sud                | [ 21 ]            |
|  | 15  | Pont de Seohae                                       | 서해대교             | 470       | 7310  | Haubané Tablier mixte acier/béton, pylônes béton 60+200+470+200+60                                      | Seohaean Expy Baie d'Asan (Mer Jaune)        | 2000                | Pyeongtaek - Dangjin 36° 57′ 06,2″ N, 126° 50′ 26,7″ E                    | Gyeonggi Chungcheongnam                |                   |
|  | 16  | Pont de l'île de Myo                                 | 묘도대교             | 430       | 1410  | Haubané Tablier mixte acier/béton, pylônes béton 60+105+430+105+60                                      | Isunsin-daero Mer du Japon                   | 2012                | Gwangyang - Île Myo 34° 52′ 00″ N, 127° 43′ 10,3″ E                       | Jeolla du Sud                          | [ 22 ]            |
|  | 17  | Pont de Dandeung en construction                     |                      | 425       | 705   | Suspendu Monopylône, tablier caisson acier, pylône béton Travée unique                                  | Mer Jaune                                    | 2014                | Île Shinsido - Île Munyeodo 35° 48′ 42,8″ N, 126° 26′ 33,8″ E             | Jeolla du Nord                         | [ 23 ]            |
|  | 18  | Pont de Namhae                                       | 남해대교             | 404       | 660   | Suspendu Tablier caisson acier, pylônes acier 128+404+128                                               | National Route Mer du Japon                  | 1973                | Noryang 34° 56′ 39,4″ N, 127° 52′ 20″ E                                   | Gyeongsang du Sud                      | [ 24 ]            |
|  | 19  | Pont de Machang                                      | 마창대교             | 400       | 1700  | Haubané Tablier mixte acier/béton, pylônes béton 170+400+170                                            | National Route Mer du Japon                  | 2008                | Masan - Changwon 35° 09′ 48,1″ N, 128° 35′ 41″ E                          | Gyeongsang du Sud                      | [ 25 ]            |
|  | 20  | Pont de Jindo                                        | 진도대교             | 344       | 485   | Haubané Tablier caisson acier, pylônes acier 2 ouvrages jumelés 70+344+70                               | National Route Mer de Chine orientale        | 1983 2004           | District de Jindo 34° 34′ 19″ N, 126° 18′ 17,9″ E                         | Jeolla du Sud                          |                   |
|  | 21  | Pont de Cheongpung                                   | 청풍대교             | 327       | 435   | Haubané Tablier poutres acier, pylônes béton 22+35+327+35+22                                            | Cheongpungho-ro 82 Lac Cheongpung            | 2010                | Jecheon 37° 00′ 12,8″ N, 128° 10′ 46,3″ E                                 | Chungcheong du Nord                    |                   |
|  | 22  | Pont de Chilsan                                      | 칠산대교             | 320       | 590   | Haubané Tablier caisson béton, pylônes béton 135+320+135                                                | National Route                               | 2015                | District de Yeonggwang 35° 22′ 00,6″ N, 126° 25′ 13,4″ E                  | Jeolla du Sud                          |                   |
|  | 23  | Pont de Yeongjong                                    | 영종대교             | 300       | 4420  | Suspendu Auto-ancré, tablier treillis acier à 2 niveaux, pylônes acier, suspentes inclinées 125+300+125 | Incheon International Airport Expy Mer Jaune | 2000                | Incheon - Île Yeongjong 37° 32′ 42,6″ N, 126° 34′ 58,7″ E                 | Incheon                                | [ 26 ]            |
|  | 24  | Pont de Dolsan                                       | 돌산 대교            | 280       | 450   | Haubané Tablier caisson acier, pylônes acier 85+280+85                                                  | National Route Mer du Japon                  | 1985                | Yeosu 34° 43′ 51″ N, 127° 44′ 04,9″ E                                     | Jeolla du Sud                          |                   |
|  | 25  | Pont de Hwamyeong                                    | 화명대교             | 270       | 1039  | Haubané Tablier caisson béton, pylônes béton 115+270+115                                                | 69 Nakdong                                   | 2012                | Busan - Gimhae 35° 14′ 07″ N, 128° 59′ 54,6″ E                            | Busan Gyeongsang du Sud                | [ Note 3 ] [ 27 ] |
|  | 26  | Pont de Sorok                                        | 소록대교             | 250       | 1160  | Suspendu Auto-ancré, monocâble, tablier caisson acier, pylônes béton 110+250+110                        | National Route Mer de Chine orientale        | 2008                | District de Goheung 34° 31′ 36″ N, 127° 07′ 22″ E                         | Jeolla du Sud                          | [ 28 ]            |
|  | 27  | Pont de Yeonggwang en construction                   | 영광대교             | 250       | 1820  | Haubané Tablier caisson béton, pylônes béton                                                            | National Route Mer Jaune                     | 2019                | District de Yeonggwang - Île Jido 35° 09′ 49″ N, 126° 21′ 16,2″ E         | Jeolla du Sud                          |                   |
|  | 28  | Quatrième pont du Geumgang                           | 금강4교              | 250       | 840   | Haubané Tablier caisson béton, pylônes béton 140+250+70                                                 | Kum                                          |                     | Sejong 36° 30′ 42,5″ N, 127° 19′ 48,4″ E                                  | Chungcheong du Nord                    |                   |
|  | 29  | Grand pont de Yeongheung                             | 영흥대교             | 240       | 1250  | Haubané Tablier caisson acier, pylônes béton 110+240+110                                                | Yeongheung-ro Mer Jaune                      | 2001                | Île Yeongheung 37° 15′ 16,9″ N, 126° 30′ 22,7″ E                          | Gyeonggi                               | [ 29 ]            |
|  | 30  | Pont de Samcheonpo                                   | 삼천포대교           | 230       | 1073  | Haubané Tablier mixte acier/béton, pylônes béton 103+230+103                                            | National Route Mer du Japon                  | 2003                | Sacheon 34° 55′ 42,5″ N, 128° 03′ 01,6″ E                                 | Gyeongsang du Sud                      |                   |
|  | 31  | Pont de Busan-Geoje                                  | II거가 대교          | 230 (x2)  | 1650  | Haubané 3 pylônes béton, tablier mixte acier/béton 108+230+230+108                                      | National Route Mer du Japon                  | 2010                | Busan - Île Geoje 35° 01′ 03,3″ N, 128° 43′ 42,8″ E                       | Busan Gyeongsang du Sud                | [ 21 ]            |
|  | 32  | Pont Geobukseon                                      | 거북선대교           | 230       | 744   | Haubané Tablier poutres béton, pylônes béton 35+82+230+82+35                                            | National Route Mer du Japon                  | 2012                | Yeosu 34° 44′ 07″ N, 127° 44′ 56,3″ E                                     | Jeolla du Sud                          |                   |
|  | 33  | Pont Sepung                                          | 세풍대교             | 220 (x2)  | 725   | Haubané 3 pylônes béton, tablier caisson béton, suspension axiale 85+220+220+85                         |                                              | 2014                | District de Boseong 34° 56′ 11,1″ N, 127° 36′ 14,8″ E                     | Jeolla du Sud                          |                   |
|  | 34  | Pont de Jangbogo en construction                     | 장보고대교           | 220       | 1305  | Haubané Tablier mixte acier/béton, pylônes béton 90+220+90                                              | National Route Mer du Japon                  | 2017                | Île Gogeum - Île Sinji 34° 20′ 54,1″ N, 126° 46′ 58,4″ E                  | Jeolla du Sud                          |                   |
|  | 35  | Pont de Baekseok                                     | 백석대교             | 205       | 749   | Haubané Tablier caisson béton, pylônes béton 77+205+77                                                  | Bongsu-daero Canal d'Ara                     |                     | Incheon 37° 34′ 19,8″ N, 126° 39′ 49″ E                                   | Incheon                                | [ 30 ]            |
|  | 36  | Pont d'Ando                                          | 안도대교             | 200       | 360   | Extradossé Tablier caisson béton, pylônes béton                                                         | 863 Mer du Japon                             | 2010                | Geumodo 34° 29′ 30,7″ N, 127° 47′ 48,8″ E                                 | Jeolla du Sud                          | [ 22 ]            |
|  | 37  | Pont Handuri                                         | 한두리대교           | 200       | 880   | Haubané Monopylône, tablier mixte acier/béton, pylône béton 200+140                                     | Kum                                          | 2012                | Daejeon - Sejong 36° 28′ 32″ N, 127° 15′ 57,2″ E                          | Daejeon Sejong                         | [ 22 ]            |
|  | 38  | Pont de Wando                                        | 완도대교             | 200       | 500   | Haubané Monopylône, tablier caisson acier, pylône acier 200+140                                         | National Route Mer du Japon                  | 2012                | Île Cheongghaejil - Île Wando 34° 23′ 39″ N, 126° 38′ 47″ E               | Jeolla du Sud                          | [ 31 ]            |
|  | 39  | Pont de Jobaldo en construction                      | 조발대교             | 200       | 990   | Haubané Monopylône, tablier caisson béton, pylône béton 95+150x2+200+170+140+85                         | National Route Mer du Japon                  | 2017                | Île Dunbyeongdo - Île Jobaldo 34° 37′ 49,8″ N, 127° 33′ 21,6″ E           | Jeolla du Sud                          |                   |
|  | 40  | Pont de Choyang                                      | 초양대교             | 192       | 1073  | Arc Acier, tablier intermédiaire                                                                        | National Route Mer du Japon                  | 2002                | Sacheon 34° 55′ 34,5″ N, 128° 02′ 49,8″ E                                 | Gyeongsang du Sud                      | [ 32 ]            |
|  | 41  | Pont de Yalo                                         | 야로대교             | 190       | 760   | Haubané Tablier caisson béton, pylônes béton 105+180+190+180+105                                        | 88                                           | 2013                | Yaro-myeon 35° 41′ 33,9″ N, 128° 10′ 00,8″ E                              | Gyeongsang du Sud                      |                   |
|  | 42  | Pont Baegya                                          | 백야대교             | 183       | 325   | Arc Acier, tablier suspendu Pont bow-string 96+183+46                                                   | National Route Mer du Japon                  | 2005                | Yeosu - Baegyado 34° 37′ 30,4″ N, 127° 38′ 11,1″ E                        | Jeolla du Sud                          | [ 30 ]            |
|  | 43  | Pont Jeodo                                           | 저도연륙교           | 182       | 182   | Arc Acier, tablier suspendu Pont bow-string                                                             | Haeyanggwangwang-ro Mer du Japon             | 2004                | Masan - Île Jeodo 35° 04′ 00″ N, 128° 33′ 44,5″ E                         | Gyeongsang du Sud                      | [ 30 ]            |
|  | 44  | Pont de Banghwa                                      | 방화대교             | 180       | 2599  | Arc Acier, tablier intermédiaire                                                                        | Incheon International Airport Expy Han       | 2000                | Séoul - Goyang 37° 35′ 17″ N, 126° 49′ 34,8″ E                            | Séoul (Gangseo-gu) Gyeonggi            |                   |
|  | 45  | Pont de Gayang                                       | 가양대교             | 180       | 1700  | Poutre-caisson Acier 110+180+110                                                                        | Hwagok-ro Han                                | 2002                | Séoul 37° 34′ 11,8″ N, 126° 51′ 41,8″ E                                   | Séoul (Mapo-gu - Gangseo-gu)           | [ Note 3 ]        |
|  | 46  | Pont de Danhang                                      | 단항대교             | 180       | 340   | Arc Acier, tablier suspendu Pont bow-string 80+180+80                                                   | National Route Mer du Japon                  | 2003                | Sacheon 34° 55′ 14,6″ N, 128° 02′ 00,4″ E                                 | Gyeongsang du Sud                      | [ 33 ]            |
|  | 47  | Pont d'Amsa                                          | 암사대교             | 180       | 1133  | Arc Acier, tablier intermédiaire Pont bow-string                                                        | Han                                          | 2014                | Séoul - Guri 37° 34′ 09,9″ N, 127° 07′ 53,4″ E                            | Séoul (Gangdong-gu) Gyeonggi           | [ 34 ]            |
|  | 48  | Premier pont du Geumgang                             | 금강1교              | 180 (x3)  | 740   | Extradossé Tablier caisson béton, 4 pylônes béton 100+180x3+100                                         | Sejong-ro 1 Kum                              |                     | Sejong 36° 28′ 08,2″ N, 127° 15′ 36,7″ E                                  | Chungcheong du Nord                    |                   |
|  | 49  | Pont de Manduk                                       | 만덕교               | 170 (x5)  | 1060  | Poutre-caisson Béton précontraint 93+170x5+117                                                          | Iksan-Pohang Expy                            | 2008                | Sinchon-ri 35° 47′ 58,1″ N, 127° 16′ 39,7″ E                              | Jeolla du Nord                         | [ 22 ]            |
|  | 50  | Quatrième pont de Gongchon                           | 공촌4교              | 170       | 300   | Haubané Monopylône, tablier mixte acier/béton, pylône béton                                             | Robot Land-ro                                | 2012                | Incheon 37° 32′ 29,3″ N, 126° 36′ 42,5″ E                                 | Incheon                                | [ 22 ]            |
|  | 51  | Pont de Yeondo                                       | 연도교               | 170       | 780   | Extradossé Tablier caisson béton, pylônes béton 95+170+95                                               | Mer du Japon                                 | 2016                | Île Hoeng-gando - Île Nohwado 34° 12′ 18,8″ N, 126° 37′ 39,7″ E           | Jeolla du Sud                          | [ 30 ]            |
|  | 52  | Pont de Dunkyeong en construction                    | 둔병대교             | 170       | 660   | Poutre-caisson Béton précontraint                                                                       | National Route Mer du Japon                  | 2017                | Île Dunbyeongdo - Île Nangdo 34° 37′ 18,3″ N, 127° 32′ 40,2″ E            | Jeolla du Sud                          |                   |
|  | 53  | Deuxième pont de Seohae                              | 서해대교             | 165 (x2)  | 7310  | Poutre-caisson Béton précontraint                                                                       | Seohaean Expy Baie d'Asan (Mer Jaune)        | 2000                | Pyeongtaek - Dangjin 36° 56′ 42,1″ N, 126° 49′ 31,4″ E                    | Gyeonggi Chungcheongnam                | [ 22 ]            |
|  | 54  | Pont Aphae                                           | 압해대교             | 165       | 1420  | Arc Acier, tablier suspendu, suspentes inclinées Pont bow-string 95+165+95                              | National Route Mer Jaune                     | 2008                | Mokpo - Île Aphae 34° 49′ 52,5″ N, 126° 22′ 42,9″ E                       | Jeolla du Sud                          |                   |
|  | 55  | Pont de Cheongun                                     | 청운교               | 165       |       | Poutre-caisson Béton précontraint                                                                       | Geocheom-ro Canal d'Ara                      | 2011                | Incheon 37° 33′ 56″ N, 126° 37′ 12″ E                                     | Incheon                                | [ 22 ]            |
|  | 56  | Pont de Muyoung                                      | 무영대교             | 165 (x4)  | 860   | Extradossé Tablier caisson béton, 5 pylônes béton 100+165x4+100                                         | National Route Yeongsan                      | 2012                | Mokpo 34° 47′ 03,2″ N, 126° 31′ 05,9″ E                                   | Jeolla du Sud                          | [ 35 ]            |
|  | 57  | Pont de Gyodong                                      | 교동대교             | 165       |       | Haubané Tablier poutres béton, pylônes béton 72+165+72                                                  | Mer Jaune                                    | 2014                | Kanghwa - Île Gyodong 37° 47′ 21,6″ N, 126° 20′ 29″ E                     | Incheon                                |                   |
|  | 58  | Pont de Miho                                         | 미호대교             | 165 (x4)  | 800   | Haubané Tablier caisson béton, 5 pylônes béton 70+165x4+70                                              | 604                                          |                     | Sejong 36° 35′ 00,1″ N, 127° 19′ 18,5″ E                                  | Chungcheong du Nord Chungcheong du Sud | [ 30 ]            |
|  | 59  | Pont de Busan                                        | 부산대교             | 160       | 694   | Arc Acier, tablier intermédiaire                                                                        | Daegyo-ro Mer du Japon                       | 1980                | Busan - Île Yeong 35° 05′ 46,7″ N, 129° 02′ 19,7″ E                       | Busan                                  |                   |
|  | 60  | Deuxième pont de Naro                                | 나로2대교            | 160       | 450   | Poutre-caisson Béton précontraint                                                                       | National Route Mer du Japon                  | 1995                | Île Bongyeong - Île Singeum 34° 28′ 39″ N, 127° 27′ 29,2″ E               | Jeolla du Sud                          | [ 22 ]            |
|  | 61  | Pont d'Anyangdong                                    | 안양동교             | 160       | 1070  | Poutre-caisson Béton précontraint                                                                       | Seoul Ring Expy                              | 1996                | Anyang 37° 22′ 44,2″ N, 126° 56′ 29,8″ E                                  | Gyeonggi                               | [ 22 ]            |
|  | 62  | Pont de Neukdo                                       | 늑도대교             | 160       | 340   | Poutre-caisson Béton précontraint 90+160+90                                                             | National Route Mer du Japon                  | 2002                | Sacheon 34° 55′ 26,6″ N, 128° 02′ 32,1″ E                                 | Gyeongsang du Sud                      | [ 22 ]            |
|  | 63  | Pont de Namdo                                        | 남도대교             | 160       | 358   | Arc Acier, tablier suspendu Pont bow-string                                                             | Seomjin                                      | 2003                | Hwagae-myeon - Ganjeon-myeon 35° 11′ 08,8″ N, 127° 37′ 23,2″ E            | Gyeongsang du Sud - Jeolla du Sud      |                   |
|  | 64  | Pont Sinji                                           | 신지대교             | 160       | 840   | Poutre-caisson Acier                                                                                    | National Route Mer de Chine orientale        | 2006                | Île Wando - Île Sinji 34° 20′ 05,4″ N, 126° 44′ 52,3″ E                   | Jeolla du Sud                          | [ 36 ]            |
|  | 65  | Pont Gogeum                                          | 고금대교             | 160       | 760   | Arc Acier, tablier intermédiaire 75+160+75                                                              | National Route Mer de Chine orientale        | 2007                | District de Gangjin - District de Wando 34° 26′ 41,6″ N, 126° 49′ 49,2″ E | Jeolla du Sud                          |                   |
|  | 66  | Pont Namhang                                         | 남항대교             | 160       | 1941  | Poutre-caisson Acier                                                                                    | Mer du Japon                                 | 2008                | Busan - Île Yeong 35° 04′ 49″ N, 129° 01′ 55,8″ E                         | Busan                                  |                   |
|  | 67  | Pont de Gunjang                                      | 군장대교             | 160       |       | Arc Acier, tablier suspendu Pont bow-string                                                             | 4 Kum                                        | 2013                | District de Seocheon - Gunsan 35° 59′ 46,4″ N, 126° 42′ 23,8″ E           | Chungcheong du Sud - Jeolla du Nord    |                   |
|  | 68  | Pont de Pyeongtaek                                   | 평택대교             | 160 (x6)  | 1210  | Extradossé Tablier caisson béton, 7 pylônes béton 110+160x6+90                                          | Anseongcheon                                 |                     | Pyeongtaek 36° 57′ 37,2″ N, 126° 58′ 49,4″ E                              | Gyeonggi                               | [ 30 ]            |
|  | 69  | Pont d'Unnam                                         | 운남대교             | 155       | 925   | Extradossé Tablier caisson béton, pylônes béton                                                         | National Route Mer Jaune                     | 2012                | Seongnae-ri - Île Aphae 34° 54′ 44,8″ N, 126° 20′ 11,4″ E                 | Jeolla du Sud                          | [ 22 ]            |
|  | 70  | Viaduc d'Asan en construction                        | 아산고가교           | 155       | 5900  | Arc Acier, tablier suspendu 110+125+155+125+110                                                         | Ligne Seohae Anseongcheon                    | 2017                | Pyeongtaek - Asan 36° 54′ 26,2″ N, 126° 55′ 18,1″ E                       | Gyeonggi Chungcheongnam                |                   |
|  | 71  | Pont d'Unnam (Gwangju)                               | 운남대교             | 152 (x2)  | 445   | Haubané Tablier caisson béton, 3 pylônes béton 70+152x2+70                                              | Imbangul-daero                               |                     | Gwangju 35° 10′ 03,5″ N, 126° 49′ 05,9″ E                                 | Jeolla du Sud                          | [ 30 ]            |
|  | 72  | Pont Olympique                                       | 올림픽대교           | 150       | 1470  | Haubané Monopylône, tablier caisson béton, pylône béton 150+150                                         | Gangdong-daero Han                           | 1988                | Séoul 37° 32′ 02,1″ N, 127° 06′ 14,9″ E                                   | Séoul (Gwangjin-gu - Songpa-gu)        | [ 37 ]            |
|  | 73  | Deuxième pont de la Soyang                           | 소양2교              | 150       |       | Arc Acier, tablier suspendu Pont bow-string                                                             | Yeongseo-ro Soyang                           | 1995                | Chuncheon 37° 53′ 46,5″ N, 127° 43′ 38,7″ E                               | Gangwon                                |                   |
|  | 74  | Pont de Seogang                                      | 서강대교             | 150       | 1320  | Arc Acier, tablier suspendu, suspentes inclinées Pont bow-string                                        | Gukhoe-daero Han                             | 1999                | Séoul 37° 32′ 29″ N, 126° 55′ 40,3″ E                                     | Séoul (Mapo-gu - Yeongdeungpo-gu)      | [ 29 ]            |
|  | 75  | Pont de Nakdonggang                                  | 낙동강교             | 150       | 595   | Extradossé Tablier caisson béton, 4 pylônes béton 72+150x3+72                                           | Nakdong                                      | 2013                | Gyepyeong-ri - Geomam-ri 36° 32′ 55,4″ N, 128° 39′ 43,2″ E                | Gyeongsang du Nord                     | [ 22 ]            |
|  | 76  | Pont de Singalgoga                                   | 신갈고가교           | 150       | 1220  | Extradossé Tablier caisson béton, pylônes béton 90+150+90                                               | Gyeongbu Expy                                |                     | Yongin 37° 16′ 11,3″ N, 127° 06′ 14,4″ E                                  | Gyeonggi                               | [ 30 ]            |
|  | 77  | Pont de Beolgyo                                      | 벌교대교             | 150 (x5)  | 940   | Poutre-caisson Béton précontraint 95+150x5+95                                                           | Namhae Expy Mer du Japon                     |                     | Beolgyo 34° 49′ 34,2″ N, 127° 23′ 16,8″ E                                 | Jeolla du Sud                          | [ 30 ]            |
|  | 78  | Pont de Gajo                                         | 가조연륙교           | 150       | 680   | Arc Acier, tablier suspendu Pont bow-string 90+150+90                                                   | Gajo-ro Mer du Japon                         | 2009                | Geoje - Île Gajo 34° 55′ 33,4″ N, 128° 31′ 38,6″ E                        | Gyeongsang du Sud                      | [ 30 ]            |
|  | 79  | Premier pont de Naro                                 | 나로1대교            | 150       | 380   | Poutre-caisson Béton précontraint                                                                       | National Route Mer du Japon                  |                     | Namseong - Île Deokheung 34° 31′ 11,5″ N, 127° 25′ 56,3″ E                | Jeolla du Sud                          |                   |
|  | 80  | Pont de Sicheon                                      | 시천교               | 145       | 305   | Extradossé Tablier caisson béton, pylônes béton                                                         | Seogot-ro 355 Canal d'Ara                    | 2011                | Sicheon 37° 34′ 16,7″ N, 126° 40′ 35,8″ E                                 | Incheon                                | [ Note 3 ] [ 22 ] |
|  | 81  | Pont de Tongyeong                                    | 통영대교             | 140       | 591   | Arc Acier, tablier intermédiaire                                                                        | Misu-ro 1021 Mer du Japon                    | 1996                | Tongyeong- Misu-dong 34° 49′ 55,8″ N, 128° 24′ 16,6″ E                    | Gyeongsang du Sud                      |                   |
|  | 82  | Pont de Joongang                                     | 중앙대교             | 140 (x3)  | 600   | Poutre-caisson Béton précontraint                                                                       | Jungbu-ro 805 Mer Jaune                      | 2004                | Île Amtae - Île Palgeum 34° 47′ 54,9″ N, 126° 07′ 13,8″ E                 | Jeolla du Sud                          |                   |
|  | 83  | Pont d'Aam                                           | 아암교               | 140       | 488   | Extradossé Tablier caisson béton, pylônes béton                                                         | 2d Gyeongin Expy National Route              | 2009                | Yeonsu-gu 37° 25′ 30,5″ N, 126° 38′ 11,8″ E                               | Incheon                                | [ Note 3 ] [ 22 ] |
|  | 84  | Pont de Geumgang (Sokcho)                            | 금강대교             | 140       | 400   | Arc Acier, tablier suspendu Pont bow-string                                                             | Lac de Cheongcho                             | 2013                | Sokcho 38° 12′ 17,6″ N, 128° 35′ 36,6″ E                                  | Gangwon                                | [ 38 ]            |
|  | 85  | Pont d'Inje (38)                                     | 인제38대교           | 140       | 701   | Extradossé Tablier caisson béton, pylônes béton 75+140+75                                               | Gwandaedumu-ro                               |                     | Inje 38° 01′ 11,3″ N, 128° 07′ 31,1″ E                                    | Gangwon                                | [ 30 ]            |
|  | 86  | Pont de Jeonjucheon                                  | 전주천교             | 140       | 496   | Haubané Tablier mixte acier/béton, pylônes acier 80+140+80                                              | National Route                               |                     | Jeonju 35° 53′ 23,3″ N, 127° 05′ 18,6″ E                                  | Jeolla du Nord                         | [ 30 ]            |
|  | 87  | Pont de Hwangdo                                      | 황도교               | 140       | 300   | Extradossé Tablier caisson béton, pylônes béton 80+140+80                                               | Hwang-doro Mer Jaune                         |                     | Anmyeondo - Hwangdo 36° 35′ 47,9″ N, 126° 22′ 25,7″ E                     | Chungcheong du Sud                     | [ 30 ]            |
|  | 88  | Pont Hantan                                          | 한탄대교             | 136       | 167   | Arc Acier, tablier intermédiaire                                                                        | Taebong-ro 463 Hantan                        | 2001                | Galmal-eup- Dongsong-eup 38° 11′ 12,2″ N, 127° 18′ 00,8″ E                | Gangwon                                | [ 39 ]            |
|  | 89  | Pont de Yongjin                                      | 용진대교             | 135       | 300   | Extradossé Tablier caisson béton, pylônes béton 82+135+82                                               | Chungju                                      |                     | Yeongchun-myeon 37° 05′ 00,3″ N, 128° 30′ 13,3″ E                         | Chungcheong du Nord                    | [ 30 ]            |
|  | 90  | Pont d'Oksun                                         | 옥순대교             | 130       | 450   | Treillis Acier                                                                                          | Oksunbong-ro Chungju                         | 2003                | Jecheon 36° 56′ 48,6″ N, 128° 13′ 53,8″ E                                 | Chungcheong du Nord                    |                   |
|  | 91  | Premier pont de Sanseong-u                           | 산성우1교            | 130       | 550   | Poutre-caisson Béton précontraint                                                                       | Donghae Expy                                 | 2004                | Gangneung 37° 39′ 58,5″ N, 129° 00′ 42,1″ E                               | Gangwon                                | [ 22 ]            |
|  | 92  | Pont d'Hoejin                                        | 회진대교             | 130       | 450   | Poutre-caisson Acier 60+80+90+130+90                                                                    | Noryeokdo1-gil Mer du Japon                  | 2007                | Deoksan-ri - Île Noryeok 34° 27′ 59,5″ N, 126° 57′ 46,4″ E                | Jeolla du Sud                          |                   |
|  | 93  | Pont de Daeho                                        | 대호대교             | 130 (x3)  | 530   | Extradossé Tablier caisson béton, pylônes béton 70+130x3+87                                             | Daeho-ro 647                                 | 2008                | Dangjin 36° 58′ 05,5″ N, 126° 31′ 10,2″ E                                 | Chungcheong du Sud                     |                   |
|  | 94  | Pont d'Unam                                          | 운암대교             | 130 (x4)  | 670   | Extradossé Tablier caisson béton, 5 pylônes béton                                                       | National Route Lac Okjeongho                 | 2011                | Unam-myeon 35° 37′ 04,3″ N, 127° 06′ 38,5″ E                              | Jeolla du Nord                         | [ 22 ]            |
|  | 95  | Pont de Gyopo                                        |                      | 130       |       | Arc Acier, tablier intermédiaire 50+130+50                                                              | Ligne Poseung-Pyeongtaek Anseongcheon        | 2015                | Pyeongtaek 36° 59′ 29,6″ N, 126° 59′ 32,6″ E                              | Gyeonggi                               |                   |
|  | 96  | Pont de Nangdo en construction                       | 낭도대교             | 130       | 470   | Arc Acier, tablier intermédiaire                                                                        | National Route Mer du Japon                  | 2017                | Île Jeokgeum - Île Nangdo 34° 37′ 05,4″ N, 127° 31′ 26″ E                 | Jeolla du Sud                          |                   |
|  | 97  | Pont de Geumgang (Sejong)                            | 금강교               | 130       | 645   | Arc Acier, tablier suspendu Pont bow-string 85+130+85                                                   | LGV Honam Kum                                |                     | Sejong 36° 31′ 04,1″ N, 127° 21′ 02,2″ E                                  | Chungcheong du Sud                     | [ 30 ]            |
|  | 98  | Pont de Cheongho                                     | 청호대교             | 130       |       | Arc Acier, tablier suspendu Pont bow-string                                                             | Lac de Cheongcho                             | 2002                | Sokcho 38° 12′ 04″ N, 128° 35′ 36,6″ E                                    | Gangwon                                |                   |
|  | 99  | Pont de Seonammun                                    | 서남문 대교          | 128 (x5)  | 812   | Poutre-caisson Béton précontraint                                                                       | National Route Mer de Chine orientale        | 1996                | Île de Bigeum - Île de Docho 34° 43′ 07″ N, 125° 56′ 17,5″ E              | Jeolla du Sud                          | [ 22 ]            |
|  | 100 | Pont de Gangdong                                     | 강동대교             | 125 (x4)  | 1126  | Poutre-caisson Béton précontraint                                                                       | 100 Han                                      | 1991                | Séoul - Guri 37° 34′ 40,7″ N, 127° 09′ 40,7″ E                            | Séoul (Gangdong-gu) Gyeonggi           | [ 22 ]            |
|  | 101 | Pont de Gimpo                                        | 김포대교             | 125 (x6)  | 2280  | Poutre-caisson Béton précontraint                                                                       | Seoul Ring Expy Han                          | 1997                | Gimpo - Goyang 37° 36′ 46,2″ N, 126° 47′ 40,2″ E                          | Gyeonggi                               |                   |
|  | 102 | Pont de Jido                                         | 지도대교             | 125 (x4)  | 660   | Poutre-caisson Béton précontraint                                                                       | 805 Mer Jaune                                | 2004                | Eupnae-ri - Tandong-ri 35° 02′ 28,5″ N, 126° 12′ 07,6″ E                  | Jeolla du Sud                          | [ 22 ]            |
|  | 103 | Pont de Misa                                         | 미사대교             | 125       | 1530  | Poutre-caisson Béton précontraint                                                                       | Seoul-Yangyang Expy Han                      | 2008                | Hanam-Namyangju 37° 35′ 12,1″ N, 127° 11′ 55,7″ E                         | Gyeonggi                               | [ 22 ]            |
|  | 104 | Pont de Geumga                                       | 금가대교             | 125 (x5)  | 795   | Extradossé Tablier caisson béton, 6 pylônes béton 85+125x5+85                                           | National Route Han                           | 2013                | Chungju 36° 59′ 38,6″ N, 127° 53′ 10,3″ E                                 | Chungcheong du Nord                    | [ 22 ]            |
|  | 105 | Pont de Tangeum                                      | 탄금대교             | 125       | 580   | Arc Acier, tablier intermédiaire 73+125+73                                                              | Tangeum-daero 82 Han                         |                     | Chungju 36° 59′ 22,8″ N, 127° 53′ 18,2″ E                                 | Chungcheong du Nord                    | [ 30 ]            |
|  | 106 | Pont de Seongsu                                      | 성수대교             | 120       | 1160  | Poutre-caisson Treillis acier                                                                           | Eonju-ro Han                                 | 1979                | Séoul 37° 32′ 14,3″ N, 127° 02′ 06,6″ E                                   | Séoul (Seongdong-gu - Gangnam-gu)      |                   |
|  | 107 | Pont de Seongsan                                     | 성산대교             | 120 (x8)  | 1410  | Arc Acier, tablier porté                                                                                | 1 Han                                        | 1980                | Séoul 37° 33′ 08,6″ N, 126° 53′ 29″ E                                     | Séoul (Mapo-gu - Yeongdeungpo-gu)      |                   |
|  | 108 | Pont de Gahwacheon                                   | 가화천교             | 120       | 240   | Poutre-caisson Béton précontraint                                                                       | Namhae Expy                                  | 1992                | Sacheon 35° 04′ 48,7″ N, 128° 02′ 02″ E                                   | Gyeongsang du Sud                      | [ 22 ]            |
|  | 109 | Nouveau pont Haeng-Ju                                | 행주대교             | 120       | 1460  | Haubané Tablier caisson acier, pylônes béton 60+2x50+120+2x50                                           | Gaehwadong-ro 39 Han                         | 1995                | Séoul - Goyang 37° 35′ 57,3″ N, 126° 48′ 38,5″ E                          | Séoul (Gangseo-gu) Gyeonggi            | [ 40 ]            |
|  | 110 | Pont de Sinho                                        | 신호대교             | 120       | 840   | Arc Acier, tablier intermédiaire Pont bow-string 60+120+60                                              | Renault Samsung-daero Nakdong                | 1997                | Busan 35° 05′ 20,6″ N, 128° 53′ 31,1″ E                                   | Busan                                  |                   |
|  | 111 | Premier pont de Seongsan                             | 성산1교              | 120       | 475   | Poutre-caisson Béton précontraint 77+120+77                                                             | Yeongdong Expy                               | 2001                | Gangneung 37° 42′ 56,7″ N, 128° 46′ 25,3″ E                               | Gangwon                                | [ 22 ]            |
|  | 112 | Deuxième pont de Seongsan                            | 성산2교              | 120 (x2)  | 470   | Poutre-caisson Béton précontraint                                                                       | Yeongdong Expy                               | 2001                | Gangneung 37° 43′ 37,7″ N, 128° 46′ 50,9″ E                               | Gangwon                                | [ 22 ]            |
|  | 113 | Troisième pont de Seongsan                           | 성산3교              | 120 (x2)  | 470   | Poutre-caisson Béton précontraint                                                                       | Yeongdong Expy                               | 2001                | Gangneung 37° 44′ 18,6″ N, 128° 46′ 52,3″ E                               | Gangwon                                | [ 22 ]            |
|  | 114 | Pont de Ganghwa Choji                                | 강화초지대교         | 120 (x7)  | 1200  | Poutre-caisson Béton précontraint                                                                       | 356 Mer Jaune                                | 2002                | Kanghwa - Yagam-ri 37° 37′ 57,2″ N, 126° 32′ 25,4″ E                      | Incheon Gyeonggi                       | [ 22 ]            |
|  | 115 | Pont de Jijuk                                        | 지죽대교             | 120 (x2)  | 440   | Poutre-caisson Béton précontraint                                                                       | Mer du Japon                                 | 2002                | Île Jijuk - Guam-ri 34° 26′ 34,3″ N, 127° 18′ 50,4″ E                     | Jeolla du Sud                          | [ 22 ]            |
|  | 116 | Pont de Dongjin                                      | 동진대교             | 120 (x2)  | 390   | Poutre-caisson Acier                                                                                    | National Route Mer du Japon                  | 2002                | Masan 35° 04′ 32,8″ N, 128° 27′ 58,7″ E                                   | Gyeongsang du Sud                      |                   |
|  | 117 | Pont de Pyeongyeo                                    | 평여대교             | 120       | 550   | Extradossé Tablier caisson béton, pylônes béton 65+120+65                                               | National Route                               | 2008                | Pyeongyeo-dong 34° 48′ 21,1″ N, 127° 40′ 54,1″ E                          | Jeolla du Sud                          |                   |
|  | 118 | Pont de Bogil                                        | 보길대교             | 120       | 440   | Arc Acier, tablier intermédiaire Pont bow-string 60+120+60                                              | Nohwa-ro Mer de Chine orientale              | 2008                | District de Wando 34° 10′ 36″ N, 126° 33′ 47″ E                           | Jeolla du Sud                          | [ 33 ]            |
|  | 119 | Pont de Haeoreum                                     |                      | 120       | 213   | Arc Acier, tablier intermédiaire                                                                        | Incheondaegyo Expy                           | 2009                | Incheon 37° 24′ 32,3″ N, 126° 37′ 29,3″ E                                 | Incheon                                | [ Note 3 ]        |
|  | 120 | Pont ferroviaire de Magok                            | 마곡대교             | 120 (x3)  | 2393  | Treillis Acier                                                                                          | AREX Han                                     | 2010                | Séoul - Goyang 37° 34′ 54,8″ N, 126° 50′ 26,9″ E                          | Séoul (Gangseo-gu) Gyeonggi            |                   |
|  | 121 | Pont de Hanbit                                       | 한빛대교             | 120       | 301   | Haubané Monopylône, tablier mixte acier/béton, pylône acier                                             | Gapcheon                                     | 2010                | Yuseong - Daedeok 36° 24′ 34,5″ N, 127° 24′ 57,6″ E                       | Daejeon                                | [ 22 ]            |
|  | 122 | Pont de Nakdonggang (Songhyeon-dong) en construction | 낙동강교             | 120 (x2)  |       | Arc Acier, tablier suspendu                                                                             | Ligne ferroviaire Jungang Nakdong            | 2017                | Andong 36° 33′ 57,3″ N, 128° 40′ 31,4″ E                                  | Gyeongsang du Nord                     |                   |
|  | 123 | Pont de Gujeuk                                       | 구즉대교             | 120 (x2)  | 1046  | Haubané Monopylône, tablier caisson béton, pylône béton 120x2                                           | Gapcheon                                     |                     | Yuseong - Daedeok 36° 26′ 35,4″ N, 127° 23′ 21,1″ E                       | Daejeon                                |                   |
|  | 124 | Pont de Taehwa                                       | 태화대교             | 120 (x2)  | 1010  | Extradossé Tablier caisson béton, 3 pylônes béton 82+120x2+82                                           | Taehwa                                       |                     | Ulsan 35° 33′ 35,6″ N, 129° 15′ 15,8″ E                                   | Ulsan                                  | [ 30 ]            |
|  | 125 | Pont de Cheonho                                      | 천호대교             | 120       | 295   | Arc Acier, tablier intermédiaire                                                                        | Samseong-daero                               |                     | Cheonan 36° 49′ 47,8″ N, 127° 09′ 42,5″ E                                 | Chungcheong du Sud                     | [ 30 ]            |
|  | 126 | Pont de Hoengseong                                   | 횡성대교             | 115 (x5)  | 705   | Poutre-caisson Béton précontraint 65+115x5+65                                                           | Yeongdong Expy                               | 1999                | District de Hoengseong 37° 27′ 43,1″ N, 128° 06′ 28,8″ E                  | Gangwon                                | [ 22 ]            |
|  | 127 | Deuxième pont de Daedeok                             | 대덕2교              | 115       | 626   | Haubané Monopylône, tablier caisson béton, pylône béton 115+90                                          |                                              |                     | Gyegok-ri 35° 39′ 51,6″ N, 127° 06′ 55,8″ E                               | Jeolla du Nord                         | [ 30 ]            |
|  | 128 | Pont de Yanghwa                                      | 양화대교             | 112       | 1053  | Arc Acier, tablier suspendu                                                                             | Seonyu-ro 6 Han                              | 1965 2013           | Séoul 37° 32′ 39,3″ N, 126° 54′ 19,1″ E                                   | Séoul (Mapo-gu - Yeongdeungpo-gu)      | [ Note 4 ]        |
|  | 129 | Pont de Namchang                                     | 남창대교             | 112       | 172   | Haubané Monopylône, tablier caisson béton, pylône béton 112+30                                          |                                              |                     | Mokpo 34° 48′ 13,8″ N, 126° 28′ 30,4″ E                                   | Jeolla du Sud                          | [ 30 ]            |
|  | 130 | Pont de Danyang                                      | 단양대교             | 110 (x3)  | 440   | Poutre-caisson Béton précontraint 55+110x3+65                                                           | Jungang Expy Chungju                         | 2001                | District de Danyang 36° 56′ 43,3″ N, 128° 18′ 56,5″ E                     | Chungcheong du Nord                    | [ 22 ]            |
|  | 131 | Quatrième pont de Geumgang                           | 금강4교              | 110 (x3)  | 450   | Poutre-caisson Béton précontraint 60+110x3+60                                                           | Gyongbu Expy Jinjiang                        | 2001                | District de Okcheon 36° 16′ 43,6″ N, 127° 41′ 43,8″ E                     | Chungcheong du Nord                    | [ 22 ]            |
|  | 132 | Pont de Namdaecheon                                  | 남대천교             | 110       | 1040  | Poutre-caisson Béton précontraint                                                                       | Donghae Expy Namdaecheon                     | 2004                | Gangneung 37° 43′ 59,1″ N, 128° 50′ 42,7″ E                               | Gangwon                                | [ 22 ]            |
|  | 133 | Pont d'Ilsan                                         | 일산대교             | 110 (x2)  | 1590  | Poutres Acier 70x7+110x2+70x7                                                                           | Goyang-daero 98 Han                          | 2007                | Gimpo - Goyang 37° 39′ 03,2″ N, 126° 43′ 00,5″ E                          | Gyeonggi                               |                   |
|  | 134 | Pont de Chubong                                      | 추봉교               | 110 (x2)  | 400   | Poutre-caisson Acier                                                                                    | Chubong-ro Mer du Japon                      | 2007                | Île Hasan - Île Chubong 34° 46′ 03,1″ N, 128° 30′ 36,4″ E                 | Gyeongsang du Sud                      |                   |
|  | 135 | Pont de Deokpo                                       | 덕포교               | 110 (x4)  | 620   | Poutre-caisson Béton précontraint                                                                       | National Route                               | 2009                | Geoje 34° 54′ 48,2″ N, 128° 41′ 47,4″ E                                   | Gyeongsang du Sud                      | [ 22 ]            |
|  | 136 | Pont d'Angol                                         |                      | 110 (x3)  |       | Arc Acier, tablier suspendu 80+110x3+80                                                                 | Mer du Japon                                 | 2014                | Changwon 35° 05′ 33″ N, 128° 47′ 09,6″ E                                  | Gyeongsang du Sud                      |                   |
|  | 137 | Pont de Naksaeng                                     | 낙생고가교           | 110       | 203   | Arc Acier, tablier suspendu Pont bow-string                                                             | Pangyo-ro Gyeongbu Expy                      |                     | Seongnam 37° 24′ 06,5″ N, 127° 05′ 55″ E                                  | Gyeonggi                               | [ 30 ]            |
|  | 138 | Pont d'Eunam                                         | 은암대교             | 105 (x5)  | 675   | Poutre-caisson Béton précontraint 75+105x5+75                                                           | Jungbu-ro 805 Mer Jaune                      | 1996                | Île Jaeun - Île Amtae 34° 51′ 17″ N, 126° 04′ 05,2″ E                     | Jeolla du Sud                          |                   |
|  | 139 | Pont d'Eodeung                                       | 어등대교             | 105       | 460   | Haubané Monopylône, tablier caisson acier, pylône béton 105x2                                           | Munjin-daero                                 |                     | Gwangju 35° 09′ 40,1″ N, 126° 49′ 26,4″ E                                 | Jeolla du Sud                          | [ 30 ]            |
|  | 140 | Pont du nouveau port d'Incheon                       | 인천신항 진입도로 교 | 105 (x2)  | 431   | Haubané Monopylône, tablier mixte acier/béton 105x2                                                     | Incheon New Port Access Road Mer Jaune       |                     | Incheon 37° 20′ 58,6″ N, 126° 39′ 40,7″ E                                 | Incheon                                | [ 30 ]            |
|  | 141 | Pont de Wonhyo                                       | 원효대교             | 100 (x10) | 1470  | Poutre-caisson Béton précontraint                                                                       | Yeouidaebang-ro Han                          | 1981                | Séoul 37° 31′ 36,8″ N, 126° 56′ 43,8″ E                                   | Séoul (Yongsan-gu - Yeongdeungpo-gu)   | [ Note 3 ]        |
|  | 142 | Pont de Guryangcheon                                 | 구량천교             | 100 (x6)  | 750   | Poutre-caisson Béton précontraint 75+100x6+75                                                           | Tongyeong-Daejeon Expy                       | 2001                | Janggi (Muju) 35° 52′ 12,4″ N, 127° 38′ 54,6″ E                           | Jeolla du Nord                         | [ 22 ]            |
|  | 143 | Pont de Yangyang                                     |                      | 100       | 350   | Extradossé Tablier caisson béton, pylônes béton 80+100+80                                               | Asan 1-gil                                   | 2008                | District de Yangyang 38° 04′ 16,1″ N, 128° 37′ 23,9″ E                    | Gangwon                                |                   |
|  | 144 | Pont de Donggang                                     | 동강대교             | 100 (x2)  | 460   | Haubané Monopylône, tablier caisson béton, pylône béton                                                 | National Route Dongjiang                     | 2009                | District de Yeongwol 37° 10′ 50,8″ N, 128° 28′ 19,9″ E                    | Gangwon                                | [ 22 ]            |
|  | 145 | Pont ferroviaire de Dangsan                          | 당산철교             | 90        | 1360  | Poutre-caisson Acier                                                                                    | (métro de Séoul) Han                         | 1999                | Séoul 37° 32′ 27″ N, 126° 54′ 28,1″ E                                     | Séoul (Mapo-gu - Yeongdeungpo-gu)      | [ Note 3 ]        |
|  | 146 | Pont de Cheongdam                                    | 청담대교             | 90        | 1211  | Poutre-caisson Acier                                                                                    | Dongbu Expy 61 (métro de Séoul) Han          | 1999                | Séoul 37° 31′ 34,4″ N, 127° 03′ 51,8″ E                                   | Séoul (Gwangjin-gu - Gangnam-gu)       |                   |
|  | 147 | Pont de Dongho                                       | 동호대교             | 80        | 1095  | Treillis Acier                                                                                          | Nonhyeon-ro (métro de Séoul) Han             | 1985                | Séoul 37° 32′ 08,7″ N, 127° 01′ 17,4″ E                                   | Séoul (Seongdong-gu - Gangnam-gu)      | [ Note 3 ]        |
|  | 148 | Pont de Dongjak                                      | 동작대교             | 80        | 1330  | Arc Acier, tablier suspendu                                                                             | Dongjak-daero (métro de Séoul) Han           | 1984                | Séoul 37° 30′ 37,7″ N, 126° 58′ 54,5″ E                                   | Séoul (Yongsan-gu - Seocho-gu)         | [ Note 3 ]        |
|  | 149 | Pont de Gwangjin                                     | 광진교               | 66        | 1056  | Poutres Acier                                                                                           | Han                                          |                     | Séoul 37° 32′ 41,9″ N, 127° 06′ 45,7″ E                                   | Séoul (Gwangjin-gu - Gangdong-gu)      |                   |
|  | 150 | Pont de Hangang                                      | 한강대교             | 63        | 1005  | Arc Acier, tablier suspendu                                                                             | Yangnyeong-ro Han                            | 1917                | Séoul 37° 30′ 55,7″ N, 126° 57′ 26,6″ E                                   | Séoul (Yongsan-gu - Dongjak-gu)        | [ Note 4 ]        |
|  | 151 | Pont de Jamsil                                       | 잠실대교             | 50        | 1280  | Poutres Acier                                                                                           | Songpa-daero Han                             | 1972                | Séoul 37° 31′ 28,1″ N, 127° 05′ 29,8″ E                                   | Séoul (Gwangjin-gu - Songpa-gu)        |                   |
|  | 152 | Pont ferroviaire de Jamsil                           | 잠실철교             | 50        | 1270  | Poutres Acier                                                                                           | (métro de Séoul) Han                         | 1979                | Séoul 37° 31′ 42,9″ N, 127° 05′ 56,4″ E                                   | Séoul (Gwangjin-gu - Songpa-gu)        | [ Note 3 ]        |
|  | 153 | Pont de Cheonho                                      | 천호대교             | 50        | 1150  | Poutres Acier                                                                                           | National Route Han                           | 1976                | Séoul 37° 32′ 35″ N, 127° 06′ 42,1″ E                                     | Séoul (Gwangjin-gu - Gangdong-gu)      |                   |
|  | 154 | Pont de Yeongdong                                    | 영동대교             | 50        | 1065  | Poutres Acier                                                                                           | 47 Han                                       | 1973                | Séoul 37° 31′ 47,7″ N, 127° 03′ 25,6″ E                                   | Séoul (Gwangjin-gu - Gangnam-gu)       |                   |
|  | 155 | Pont de Mapo                                         | 마포대교             | 35        | 1390  | Poutres Acier                                                                                           | Yeoui-daero 46 Han                           | 1970                | Séoul 37° 32′ 01,9″ N, 126° 56′ 12,8″ E                                   | Séoul (Mapo-gu - Yeongdeungpo-gu)      |                   |
|  | 156 | Pont ferroviaire de Hangang                          | 한강철교             |           | 1113  | Treillis Acier                                                                                          | (métro de Séoul) Han                         | 1900 1912 1944 1994 | Séoul 37° 31′ 11″ N, 126° 57′ 08,3″ E                                     | Séoul (Yongsan-gu - Dongjak-gu)        |                   |
|  | 157 | Pont de Paldang                                      | 팔당대교             |           | 935   | Poutres Acier                                                                                           | National Route Han                           | 1995                | Namyangju - Hanam 37° 32′ 45,3″ N, 127° 14′ 15″ E                         | Gyeonggi                               |                   |
|  | 158 | Pont de Hannam                                       | 한남대교             |           | 919   | Poutres Acier                                                                                           | Gangnam-daero Han                            | 1969                | Séoul 37° 31′ 38″ N, 127° 00′ 46,4″ E                                     | Séoul (Yongsan-gu - Gangnam-gu)        |                   |
|  | 159 | Pont d'Anjwa en construction                         |                      |           | 670   | Haubané Monopylône, symétrique, pylône béton                                                            | Mer Jaune                                    | 2016                | Bokho-ri - Jara-ri 34° 41′ 59,2″ N, 126° 10′ 41,2″ E                      | Jeolla du Sud                          |                   |
|  | 160 | Pont de Sorang                                       | 소랑대교             |           | 202   | Arc Acier, tablier suspendu                                                                             | Mer du Japon                                 |                     | Île Geumildo - Île Soryang 34° 19′ 50,2″ N, 127° 04′ 34,3″ E              | Jeolla du Sud                          |                   |